# Камачо, Гонсало
Гонсало Оскар Камачо (исп. Gonzalo Oscar Camacho, родился 28 августа 1984 года в Буэнос-Айресе) — аргентинский регбист, выступавший на позиции центра и винга. Известен по играм за клубы английской Премьер-Лиги «Харлекуинс», «Эксетер Чифс» и «Лестер Тайгерс».

## Клубная карьера
Начинал карьеру в клубе «Буэнос-Айрес Крикет энд Рагби Клаб», в 2009 году перешёл в «Харлекуинс». В 2011 году в составе команды выиграл Европейский кубок вызова, победив в финале «Стад Франсе» (19:18) и занеся победную попытку (реализацию провёл Ник Эванс). 15 июня 2011 года он перешёл в клуб «Эксетер Чифс», где выступал два сезона. 29 мая 2013 года он перешёл в клуб «Лестер Тайгерс», где выступал до 2016 года. Позже он вернулся в клуб «Буэнос-Айрес Крикет энд Рагби Клаб», где играл до 2018 года.
После окончания карьеры Камачо объявил, что займётся тренерской деятельностью в клубе «Буэнос-Айрес Крикет энд Рагби Клаб».

## Карьера в сборной
Дебютную игру Гонсало Камачо провёл 31 мая 2008 года против Уругвая и занёс две попытки. В дальнейшем он стал игроком основы сборной Аргентины и сыграл на чемпионате мира 2011 года в Новой Зеландии, проведя там четыре матча. 29 сентября 2012 года в матче Чемпионата регби он занёс попытку в зачётную зону Новой Зеландии. Последнюю игру провёл 25 июля 2015 года против Австралии, всего за сборную сыграл 24 матча и набрал 30 очков (6 попыток), из этих встреч 23 он провёл в стартовом составе.
В заявку сборной Аргентины на чемпионат мира 2015 года Камачо не попал из-за слабой формы, связанной с травмой, и его заменил Орасио Агулья. Причиной досрочного завершения карьеры в сборной стала травма, полученная в 2013 году в игре против Новой Зеландии.
В 2009 году Камачо также играл за сборную по регби-7 на чемпионате мира в ОАЭ.

## Стиль игры
Камачо не отличался большой результативностью как винг, однако играл важную роль в обороне и атаке своих команд, выкладываясь полностью в матче.